# Vincenzo Grimani
Vincenzo Grimani (Mantua, 26 de mayo de 1655 - Nápoles, 26 de septiembre de 1710) fue un cardenal italiano, embajador del Sacro Imperio Romano Germánico ante la Santa Sede entre 1706 y 1708 y virrey de Nápoles en nombre del emperador Carlos VI desde 1708 hasta su muerte. 
Fue también autor de algunos libretos de ópera, como Agrippina, de Georg Friedrich Händel, o Elmiro re di Corinto, de Carlo Pallavicino.
| Predecesor: Wirich Philipp von Daun | Virrey de Nápoles 1708 - 1710 | Sucesor: Carlo Borromeo Arese |